# امبر رامیرز
امبر رامیرز (انگلیسی: Amber Ramirez؛ زادهٔ ۲۴ فوریهٔ ۱۹۹۸) بازیکن بسکتبال اهل ایالات متحده آمریکا است.
از باشگاه‌هایی که در آن بازی کرده‌است می‌توان به دانشگاه تگزاس کریستین اشاره کرد.
وی در مسابقات کشوری و بین‌المللی در مجموع برندهٔ ۱ مدال طلا، ۱ مدال نقره شده‌است.